# Schnabelia
Schnabelia là một chi thực vật có hoa trong họ Hoa môi (Lamiaceae).

## Loài
Chi Schnabelia gồm các loài: